# Ephesia kashmirica
Ephesia kashmirica là một loài bướm đêm trong họ Noctuidae.